# Jukka Heinikainen
Jukka Heinikainen (né le 22 juillet 1972 à Kuusankoski) est un coureur cycliste finlandais. Il a notamment remporté une multitude de titres de champion de Finlande.

## Palmarès sur piste

### Championnats des Pays nordiques
- Champion des Pays nordiques de course aux points (1994)

### Championnats nationaux
- Champion de Finlande de poursuite (1991, 1992, 1993, 1994 et 2001)
- Champion de Finlande de poursuite par équipes (1994, 1996, 2002 et 2004)
- Champion de Finlande de course aux points (1994, 1996, 1999, 2000, 2001, 2002 et 2004)
- Champion de Finlande du scratch (2004)
- Champion de Finlande de vitesse par équipes (2003 et 2004)

## Palmarès sur route
- 1990
  - Champion des Pays nordiques du contre-la-montre par équipes juniors (avec Caj-Kristian Orpana, Joona Laukka et Jarno Kauppila)

- 1999
  - 2e du Grand Prix de La Londe-les-Maures
  - 2e du championnat de Finlande sur route

- 2000
  - 2e du championnat de Finlande du contre-la-montre

- 2001
  -  Champion de Finlande du contre-la-montre
  - 2e du championnat de Finlande sur route

- 2002
  -  Champion de Finlande sur route
  -  Champion de Finlande du contre-la-montre

- 2003
  - 2e du championnat de Finlande du contre-la-montre